# Tacatacuru
Tacatacuru fou un cacicat timucua situat a l'illa Cumberland en l'actual estat de Geòrgia en els segles xvi i xvii. Van ser un dels dos cacicats del subgrup timucua conegut com a Mocama, que parlava el dialecte Mocama de la llengua timucua i vivia a les zones costaneres del sud-est de Geòrgia i el nord de Florida.
Els tacatacuru estaven entre les primeres tribus natives que es trobaren amb l'expedició de l'explorador francès Jean Ribault en 1562, i sembla que van interactuar de manera amistosa amb els francesos quan van establir Fort Caroline a l'actual Jacksonville, Florida en 1564. Més tard es van involucrar molt en el sistema de missions espanyola, i una de les primeres missions a la Florida espanyola, San Pedro de Mocama, va ser establerta al seu territori. Igual que altres tribus de la zona, que es van veure molt afectades per les malalties i la guerra amb altres pobles durant el segle xvii. Per 1675 havien abandonat l'illa de Cumberland i traslladat al sud, on es van fusionar amb altres pobles timucua i van perdre la seva identitat independent.

## Àrea
Els tacatacuru ocupaven l'illa Cumberland i les zones costaneres adjacents de Geòrgia continental. El seu llogaret principal es trobava cap a l'extrem sud de l'illa. Els registres espanyols indiquen que hi havia almenys set pobles a l'illa i onze més al continent. Altres timucua parlants de mocama vivien a la zona, incloent els saturiwa, que vivien cap al sud al voltant de la boca del riu St Johns (a l'actual Jacksonville, Florida). A l'est dels tacatacuru al continent eren parlants dels dialectes yufera i itafi del timucua; les tribus anomenades inclouen els ibi i els cascangue o icafui. El poble guale vivia al nord.

## Història
L'illa Cumberland i els seus voltants van ser habitats fa milers d'anys pels pobles indígenes que van precedir als tacatacuru, sovint en camps de pesca de temporada. Igual que altres pobles mocama, els tacatacuru participaven de la cultura arqueològica Savannah.
Els tacatacuru es trobaren amb l'expedició de l'hugonot francès Jean Ribault en 1562. La relació del lloctinent de Ribault René Goulaine de Laudonnière registra una trobada amb els nadius del "riu Seine" (el riu St Marys) i el seu cap, tot i que no esmenten els noms aquest cop. Els tacatacuru es van reunir amb els francesos de nou quan van tornar sota Laudonnière per establir la colònia de Fort Caroline en 1564. El cap tacatacuru esmentat en els registres d'aquesta època pot ser el líder anterior que es va reunir amb l'expedició inicial, o el seu successor.
Sembla que els tacatacuru van mantenir relacions amistoses amb els francesos, així com amb els saturiwa, en el territori on es va establir Fort Caroline. Les forces espanyoles de San Agustín van destruir el lloc d'avançada francès en 1565, després dels quals els tacatacuru, com els saturiwa, n'eren hostils. Els dos grups es trobaven entre els nadius americans que van ajudar Dominique de Gourgue en la seva incursió contra els espanyols en 1567.
Després que els tacatacuru van fer la pau amb els espanyols, aquests últims van establir un fort i una missió, San Pedro de Mocama, a l'illa Cumberland, prop de la principal ciutat Tacatacuru. Aquesta va ser una de les primeres missions espanyoles a Florida, així com una de les més destacades; l'església que hi construïren era tan gran com la de San Agustín. Durant un temps la guarnició va marcar l'extrem nord del poder espanyol, que proporciona defensa contra els Guale. A la fi del segle xvi el cap, Don Juan, va ser un important partidari de la cooperació amb els espanyols, i es va unir a ells en fer retrocedir els guale en la revolta de 1597, Juan va morir tres anys més tard, i va ser succeït per la seva neboda, Donya Ana. La preeminència tacatacuru continuà als inicis del segle XVII; en 1601 els espanyols anotaren que els cascangue i els antigament poderosos saturiwa eren aleshores vassalls dels tacatacuru.
San Pedro de Mocama estava en les llistes de les missions en 1655, i els tacatacuru no semblen haver pres part en la revolta timucua de l'any següent. No obstant això, l'augment de la pressió d'altres tribus va tenir el seu efecte en els tacatacuru, i tots els supervivents van abandonar l'illa de Cumberland per 1675, traslladant-se prop de San Agustín. L'illa va ser posteriorment ocupada pels yamasee, i els tacatacuru van ser absorbits per altres tribus i van perdre la seva identitat independent.